# Maria Baiulescu
Maria Baiulescu (n. 21 august 1860, Brașov – d. 24 iunie 1941, Brașov, România) a fost o activistă pentru drepturile femeilor și o scriitoare română.

## Biografie
A fost fiica protopopului Bartolomeu Baiulescu și a Elenei Baiulescu. Mama Mariei, Elena Baiulescu, a fost colaboratoare a Uniunii Femeilor Române și președintă a „comitetului politic” al doamnelor române din Brașov, afirmându-se prin acțiunile filantropice și politico-naționale. Bartolomeu și Elena Baiulescu au avut patru copii: Ioan, inginer și profesor, Gheorghe, medic, profesor și primul primar român al Brașovului, Romulus, inginer și Maria.
Maria Baiulescu a crescut într-o familie de intelectuali, într-o regiune prosperă a Brașovului, unde a avut parte de o educație de calitate, în special pentru o femeie româncă din Transilvania, de la acea vreme. A absolvit Școala Secundară Germană și Institutul Francez de Domnișoare din Brașov. Datorită faptului că a fost autodidactă și a crescut într-o familie erudită, și-a completat cunoștințele lecturând literatură română, franceză, engleză, germană.
Maria Baiulescu a fost înmormântată în cimitirul din Groaveri, alături de ceilalți membri ai familiei.

## Activism
Sub influența mamei și a educației primite, a luptat pentru ca femeile să aibă drepturi egale cu bărbații.
A susținut educarea femeilor și egalitatea de drepturi prin intermediul unor conferințe publice, cele mai importante fiind: Rolul femeii în societatea de azi (1896) și Misiunea femeii române (1901), susținută la jubileul Reuniunii Femeilor Române din Brașov.
A fost membră a Comitetului Reuniunii Femeilor Române din Brașov din anul 1906, iar din 1907 până în 1935 a fost președinta asociației, urmând-o pe mama sa, care a fost la rândul ei membră în organizație. Când s-a retras de la conducerea Reuniunii a fost numită „prezidentă de onoare”, drept recunoștință pentru efortul depus în interesul societății.
Activitatea Mariei Baiulescu s-a concentrat inclusiv pe ajutorarea copiilor, bolnavilor și bătrânilor. Prin organizația Reuniunea  Femeilor Române, a susținut educația fetelor orfane sau sărace, prin școala internatului-orfelinat al Reuniunii, transformată ulterior în școală de menaj și industrie casnică, unde fetele erau învățate meserii precum cusutul, grădinăritul, igiena, dar și discipline precum limbi străine sau istorie. Fetele care absolveau aceste școli se puteau întreține singure ulterior, devenind croitorese, profesoare sau guvernante. În 1920, școala internatului devine școală profesională, iar în 1936 Reuniunea Femeilor Române îi propune Ministerului Educației să denumească această școală Liceul Industrial „Maria Baiulescu”, cerere care se aprobă.
Maria Baiulescu a conștientizat efectul negativ al măsurilor luate de guvernul maghiar la începutul secolului al XIX-lea, astfel că în 1911 promovează pentru prima dată ideea unificării tuturor reuniunilor de femei din provinciile locuite de români în Imperiul Austro-Ungar. În 1913, Baiulescu concretizează această idee, creând Uniunea Generală a Femeilor Române din Transilvania și Ungaria, având ca scop „să poarte grijă în unitate de gândire de creșterea femeii române, de soarta ei socială și de ridicarea ei pe cale economică și de bună stare”. Scopul Uniunii a fost tot unul educativ și filantropic: educația fetelor, cultivarea sentimentului religios, a industriei naționale și casnice, îngrijirea bolnavilor și ideea înființării unui mare orfelinat.
În 1916, Maria Baiulescu are inițiativa de a organiza Societatea pentru Crucea Roșie Română, care se ocupă de refacerea spitalelor și oferirea de îngrijiri medicale trupelor române. Din acest motiv, Maria Baiulescu riscă închisoarea, astfel că se retrage la Iași, unde lucrează în spitalul condus de Regina Maria.
Sub patronajul Societății Ortodoxe, fondează la Iași în timpul Primului Război Mondial și Societatea pentru Ocrotirea Orfanilor de Război, având drept scop susținerea femeilor și copiilor orfani.
În 1917 a fondat, alături de Ella Negruzzi, Elena Meissner și Calypso Botez, Asociația pentru Emancipare Civilă și Politică a Femeii Române unde a fost președintă de la sfârșitul Primului Război Mondial până în 1935. Cele patru femei au promovat participarea femeilor în viața politică, pentru a facilita obținerea de către femei a tuturor drepturilor politice și civile.
Maria Baiulescu nu a promovat numai educarea femeilor, ci și acceptarea în societate a ideii că femeile sunt egale bărbaților, fiind o puternică voce în promovarea dreptului de vot și a altor drepturi civile în rândul femeilor. Prin Asociația pentru Emanciparea Civilă și Politică a Femeii Române a pregătit femeile pentru ca acestea să-și exercite drepturile politice. A fost una din puținele femei care a participat în anii 1920 alături de Ministerul Justiției la crearea proiectului legislației civile, care a rămas însă doar în stadiul de proiect. A contribuit și la elaborarea unor proiecte de lege de asistență socială.
După război revine în Brașov unde se alătură altor organizații: Invalizii de Război, Crucea Roșie, Profilaxia Tuberculozei, Invalizii de Război etc. Tot la Brașov înființează o cantină pentru săraci și orfani și Orfelinatul Uniunii Femeilor Române.
A activat și în alte organizații filantropice locale și naționale: a fost președintă a societăților Cercul Analelor, Mângâerea, Crucii Roșii și a Graiului Românesc din Brașov, membră delegată din partea Asistenței Sociale în Consiliul Igienic Județean, parte activă din Comitetul Astrei la Adunarea Generală de la Satu Mare din 1935. A fost vicepreședintă a Societății Ocrotirea Orfanilor de război, fiind delegata subcomitetului Invalizi, Orfani și Văduve de război în cadrul Ministerului Sănătății și Ocrotirilor Sociale. A fost membră în Comitetul Asistenței Universitare, Ateneul Popular „N. Iorga”, Societatea pentru Educațiunea Cetățenească, Asociația Română pentru Societatea Națiunilor etc. A făcut parte din juriul românesc al premiului Femina.
Feminismul promovat de Maria Baiulescu a avut un pronunțat caracter naționalist, aceasta susținând prezența femeilor în vârful mișcării naționale române. În viziunea sa, femeile erau singurele care erau capabile să conserve națiunea română, reușind să își îngrijească și educe copiii, contribuind la îmbunătățirea standardelor în sănătate și creșterea conștiinței naționale. Maria Baiulescu s-a luptat pentru îmbunătățirea metodelor de creștere a copiilor și pentru reducerea mortalității infantile. De asemenea, a promovat printre românce importanța transmiterii limbii române către copiii lor, precum și a tradițiilor și costumelor populare românești.

## Activitate literară
Debutează cu traduceri din engleză și franceză în revista „Meseriașul Român”. A tradus operele unor autori precum Saltîkov-Șcedrin, Schiller, Sudermann, Shakespeare, Goethe.
Ulterior a publicat volume de proză, dramaturgie și poezie. Primele opere originale le publică sub pseudonimul „Sulfina”, în revistele „Vatra” și „Familia”. În timp, publică sub nume propriu în mai multe reviste ale vremii: „Universul literar”, „Tribuna”, „Gazeta Femeii”, „Românul”, „Societatea de mâine”, „Drapelul” „Epoca literară”, „Enciclopedia română”. În Enciclopedia română a contribuit cu cunoștințele sale în materie de etnografie, fiind cea care a descris pentru prima dată portul românesc din Șcheii Brașovului. A fost singura autoare-femeie a Enciclopediei. În 1896 publică în seria „Biblioteca nouă”, din Craiova, volumul de proză Note și impresiuni, iar în 1908 volumul de poezii Extaz. A publicat și în periodicele brașovene „Gazeta Transilvaniei” și „Ritmuri”, versuri, proză și articole cu conținut social-politic.
A tradus și a scris piese de teatru pentru Societatea pentru crearea unui fond de teatru român. Dacă la început, în 1898, a localizat piesele Idil la țară după Juin și Flerx și Un om buclucaș, după M. Michael și Labiche, în 1903 a ajuns să scrie o comedie originală, denumită Vacanții. Piesele originale scrise de Maria Baiulescu au fost destinate elevelor școlii secundare, având drept scop stimularea imaginației și educarea gustului estetic.
A fost lector și autor pentru Astra.

## Premii și recunoaștere
A fost decorată cu ordinul Crucea Reginei Maria, clasa I, medalia Ferdinand I, medalia Crucii Roșii Suedeze, clasa a II-a și medalia de aur a Crucii Roșii Belgiene, clasa I 
Un colegiu tehnic din Brașov îi poartă numele.

## Scrieri
- Memoriu și istoricul orfelinatului „Uniunei Femeilor Române” din Brașov (1919-1933), Brașov, 1908

## Traduceri
- Johann Wolfgang von Goethe Hermann și Dorotea, Brașov, 1911